# 坂本耕一
坂本耕一（さかもと こういち）は、日本の放送作家であり、A&Gアカデミー放送作家コース第1期生である。

## 人物
以前ローソン文化放送メディアプラス店の店長をしていたことから、店長の愛称で親しまれている。
A&G GAME MASTER GT-Rでは、巧みに段ボールを使用した小道具を制作している一方、坂本が担当した企画がうまくいかないと、パーソナリティの小野坂昌也に注意されるなど、ネタの標的とされている。

## 担当番組

### 現在放送中の番組
- 超!A&G+
  - ノン子とのび太のアニメスクランブル(アシスタント作家)
  - A&G GIRLS BEAT♪ Queenty
- ニコニコ生放送
  - 愛美とはるかの2年A組青春アクティ部!

### 放送が終了した番組
- 超!A&G+
  - 吉野裕行の超ラジ!
  - 　吉野裕行のラジオ・ロングバケーション
  - 　超!Onlinestation
  - 　A&G GAME MASTER GT-R
  - (有)チェリーベル
  - A&G NEXT GENERATION Lady Go!!
    - 月曜日担当(2012年4月-2015年9月)
    - 金曜日担当(2011年10月-2012年3月)
    - 月・木曜日担当(-2011年9月)